# Dipsosphecia
Dipsosphecia is een geslacht van vlinders van de familie wespvlinders (Sesiidae).

## Soorten
- D. bestianeli Capuse, 1973
- D. ceiformis (Staudinger, 1881)
- D. dancaudani Capuse, 1973
- D. dioctriiformis (Romanoff, 1884)
- D. dispar (Staudinger, 1891)
- D. flavida (Oberthür, 1890)
- D. gruneri (Staudinger, 1856)
- D. hannemanni Capuse, 1973
- D. himmighoffeni (Staudinger, 1866)
- D. hymenopteriformis (Bellier, 1860)
- D. ili Capuse, 1973
- D. jakuta (Herz, 1904)
- D. lactea Filipjev, 1931
- D. lomatiaeformis (Lederer, 1852)
- D. louisae Le Cerf, 1915
- D. megillaeformis (Hübner, 1796)
- D. montis (Leech, 1888)
- D. ninae Sheljuzhko, 1935

- D. obesa Lederer
- D. palariformis (Lederer, 1858)
- D. parthica (Lederer, 1870)
- D. powelli Le Cerf, 1925
- D. romanovi Bartel, 1912
- D. rondoni (Siepi, 1909)
- D. rothschildi Bartel, 1912
- D. schwingenschussi Le Cerf, 1937
- D. senilis (Grum-Grshimailo, 1890)
- D. sirphiformis Lucas, 1848
- D. strandi Kozhanchikov, 1936
- D. teleta Le Cerf, 1916
- D. tengyraeformis (Herrich-Schäffer, 1852)
- D. tristis (Staudinger, 1895)
- D. tshimgana Sheljuzhko, 1935
- D. uroceriformis (Treitschke, 1834)
- D. vidua (Staudinger, 1889)
- D. vulcanica Pinker, 1968